# Landsberied
Landsberied là một đô thị thuộc huyện Fürstenfeldbruck trong bang Bayern nước Đức. Đô thị Landsberied có diện tích 10,54 km², dân số thời điểm 31 tháng 12 năm 2006 là 1429 người.